# إرنست فون بيبرا
كان إرنست فون بيبرا (9 يونيو 1806 في شويبهايم-5 يونيو 1878 في نورنبرغ) عالم طبيعة ألماني (عالم تاريخ طبيعي) ومؤلف. كان إرنست عالم نبات، وعالم حيوان، وعالم معادن، وكيميائي، وجغرافي، وكاتب رحلات، وروائي، ومبارز، وجامع أعمال فنية، ورائد في علم الأدوية العرقي النفسي.

## ما يعتقده الآخرون عن إرنست فون بيبرا

### ريتشارد إيفانز سشولتس، «أبو علم النبات الشعبي الحديث» عن إرنست فون بيبرا
كتب ريتشارد إيفانز سشولتس، الحاصل على درجة الدكتوراه وزميل الجمعية اللينيانية اللندنية، وأمين قسم النباتات الاقتصادية والمدير التنفيذي لمتحف النباتات بجامعة هارفارد، في كتابه مملكة النبات والمهلوسات: (1970) 
نشر إرنست فرايهر فون بيبرا أول كتاب من نوعه، بعنوان المواد المنشطة والمخدرة وتأثيرها على الإنسان، في عام 1855، وتناول فيه حوالي 17 نوعًا من النباتات المخدرة والمنشطة، ودعا فون بيبرا الكيميائيين إلى دراسة هذا المجال الواعد بعناية نظرًا لما يحمله من أسرار وتعقيدات.
أشارت مراجعة الأدبيات العلمية في النصف الأخير من القرن الماضي إلى أن اقتراحات فون بيبرا لقيت استجابة، وأن هناك دراسة متعددة التخصصات أجريت في هذا المجال. بدأ الاهتمام بالمخدرات يترسخ وينمو، وثبت أن هذا كان الشرارة التي أدت في نهاية المطاف إلى ظهور الأدبيات الواسعة والمعقدة للغاية في العديد من المجالات حول المواد المخدرة.

ظهر كتاب بارز آخر يُعد بمثابة تطوير حديث وموسع لأعمال فون بيبرا، وهو كتاب المواد المنشطة البشرية لكارل هارتفيتش، وذلك بعد نصف قرن من الزمان في عام 1911. تناول هذا الكتاب بإسهاب شديد وتركيز متعدد التخصصات نحو ثلاثين عقارًا مخدرًا نباتيًا بأسلوب متعدد التخصصات، وأشار إلى العديد من الأنواع الأخرى بشكل عابر. أكد هارتفيتش أن عمل فون بيبرا الريادي أصبح قديمًا، إذ كانت الأبحاث حول الجوانب النباتية والمركبات الكيميائية لتلك النباتات بالكاد قد بدأت في عام 1855، ولكن تلك الدراسات كانت قد أحرزت تقدمًا ملحوظًا أو اكتملت بالفعل بحلول عام 1911.

### ألبرت هوفمان عن أرنست فون بيبرا
كتب ألبرت هوفمان عن إرنست واقتبس منه في كتابه أل إس دي – طفلي المزعج، الفصل السابع. «إشراقة من إرنست يونغر»:
كنت أزور إرنست يونغر أحيانًا على مدار السنوات التالية في ويلفينغين بألمانيا حيث انتقل من رافنسبورغ، أو التقينا في منزلي في بوتمينجين بسويسرا، أو في بوندنرلاند في جنوب شرق سويسرا، وتعمقت علاقتنا من خلال تجربتنا للأل إس دي. كانت المخدرات والمشاكل المرتبطة بها تشكل موضوعًا رئيسيًا لمحادثاتنا ومراسلاتنا، وذلك على الرغم من أننا لم نجرِ تجارب عملية إضافية في ذلك الوقت.
تبادلنا الأدبيات حول المخدرات، وهكذا سمح لي إرنست يونغر بضم كتاب نادر وقيم للدكتور إرنست فرايهرن فون بيبرا بعنوان المخدرات الممتعة والإنسان، الذي طُبِعَ في نورنبرغ في عام 1855، إلى مكتبتي. يُعَد هذا الكتاب عملًا رائدًا ومعياريًا في أدبيات المخدرات، ومصدرًا من الدرجة الأولى، خصوصًا فيما يتعلق بتاريخ المخدرات. إن ما يسميه فون بيبرا «المواد المخدرة» لم يكن مقتصرًا فقط على مواد مثل الأفيون والتفاح الشائك، بل يشمل أيضًا القهوة والتبغ والقات، والتي لا تندرج تحت المفهوم الحالي للمخدرات، وذلك إلى جانب مواد أخرى مثل الكوكا، وعيش غراب الذباب، والحشيش، التي تناولها بالوصف أيضًا.
من الجدير بالذكر أن الآراء العامة التي عبّر عنها فون بيبرا حول المخدرات قبل أكثر من قرن ما تزال تحتفظ بموضوعيتها حتى اليوم:

إن الشخص الذي يتناول جرعة زائدة من الحشيش ويجري في الشوارع ويهاجم كل من يواجهه لا يُعتبر سوى حالة هامشية مقارنة بعدد أولئك الذين يقضون ساعات هادئة وسعيدة بعد تناول جرعة معتدلة بعد وجبات الطعام؛ وأن عدد الأشخاص الذين تمكنوا من التغلب على أصعب الظروف من خلال استخدام الكوكا، بل وربما أنقذوا من الموت جوعًا بفضله، يفوق بكثير عدد القلائل الذين دمروا صحتهم بسبب الإفراط في استخدامه. وبالمثل، فإن النفاق في غير محله فقط هو الذي يمكن أن يدين كأس الخمر التي حملها الأب نوح، وذلك لمجرد أن بعض السكارى يفتقرون إلى القدرة على الالتزام بالحدود والاعتدال.

### أرتور شوبنهاور عن إرنست فون بيبرا
كان الفيلسوف الشهير أرتور شوبنهاور (1788-1860) شديد الانتقاد لإرنست بسبب تشريحه للحيوانات في كتابه الإضافات والمكملات (نقلًا عن ترجمة باين).
يستحق التنديد بشكل خاص بالفعل الشنيع الذي ارتكبه البارون فون بيبرا في نورنبرغ، والذي عرضه للرأي العام بسذاجة لا تُصدق في كتابه التحقيقات المقارنة حول دماغ الإنسان والفقاريات (مانهايم، 1854، ص. 131 وما بعدها). رتب عمدًا موت أرنبين جوعًا من أجل إجراء بحث عديم الفائدة وغير ضروري حول ما إذا كانت المكونات الكيميائية للدماغ قد خضعت لتغيير في نسبها من خلال الموت جوعًا! كل ذلك باسم العلم، أليس كذلك؟ ألم يخطر ببال هؤلاء السادة من أهل المشارط والأنابيب الكيميائية أنهم بشر أولًا ثم كيميائيون ثانيًا؟
يقول شوبنهاور بعد ذلك:
إذا لم يكن من الممكن منع فعل بيبرا الوحشي، فهل تُرِك دون عقاب؟ على أي حال، يجب على أي شخص ما يزال لديه الكثير ليتعلمه من الكتب مثل فون بيبرا، أن يتذكر أن انتزاع الإجابات النهائية عن طريق القسوة ليست سوى تعذيب للطبيعة من أجل إرضاء فضوله. إنها محاولة لانتزاع أسرار ربما تكون معروفة منذ زمن طويل.